# Легенды Арбата (книга)
«Легенды Арбата» — сборник новелл Михаила Веллера, в основе которых — народные мифы об известных политиках, артистах, писателях. Стилистически и по манере изложения книга является продолжением «Легенд Невского проспекта». Разбита на четыре блока, в каждом из которых — несколько историй.
Вышла в свет в 2009 году (издательство «АСТ»).

## Содержание

### В сторону С. С. С. Р.
Книгу открывает новелла «Подвиг разведчика», повествующая о том, как Конон Молодый дважды в жизни встречался с полковником Рудольфом Абелем: один раз — во время войны, второй — в лондонском Риджентс-парке. В легенде «Пятикнижие» речь идёт о сдаче архитектором Посохиным комплекса зданий на Калининском проспекте. Рассказ «На театре» — это подборка театральных баек, одной из героинь которых является актриса Нина Ургант.

### В сторону искусства
Герои «Романса о влюблённых» — Сергей Михалков и его сын Никита, окончивший ВГИК и получивший приглашение в военкомат. В основе «Гулливера» — история о том, как Зураб Церетели стал приверженцем крупных скульптурных композиций. Миф о Владимире Познере, выступившем в роли переводчика на ташкентском кинофестивале, называется «Монгольское кино». Никите Богословскому и его розыгрышам посвящена новелла «Шутник Советского Союза».

### В сторону Кремля
В рассказе «Рыбалка» участвуют Ельцин и Хасимото, для которых в Сибири была организована ловля присланных из Ставропольского хозяйства судаков, карпов и стерлядей. В «Дне рождения Гайдара» и в «„МиГе“ губернатора» действие также происходит в 1990-х годах. Героями «Премии Дарвина» являются американский воздухоплаватель и советский радиолюбитель.

### В их сторону
«Мон женераль» — легенда о скромном сотруднике юридической консультации Симоне Левине, у которого в Париже обнаружился родной дядя — друг генерала де Голля. Байка «Имени Нахимова» повествует о том, как Российский еврейский конгресс решил взять шефство над нахимовским училищем. Сюжет «Литературного проекта» связан с ужином в Центральном доме литераторов, куда однажды случайно зашёл никому не известный юноша Расул Гамзатов. В рассказе «Милицейский протокол» описывается судьба пятидесяти свиней, которые ехали в опломбированном вагоне из Москвы в Петербург.

## Рецензии и отзывы
Сейчас “Легенды Арбата” переиздаются с наклейкой-предупреждением: «18+. Осторожно, табуированная лексика».  А на задней обложке в черной рамочке написано: «В книге употреблены восемь нецензурных слов». Потому что теперь в России действует закон о запрете табуированной лексики.
Критики по-разному восприняли «Легенды Арбата». Журналист Павел Сурков оценил умение Веллера обращаться с текстом, а также выверенность и отточенность каждой фразы. Корреспондент журнала «Итоги» Евгений Белжеларский, определив жанр книги как сборник социально-политических новелл, уточнил, что некоторые из них всё-таки относятся «ко временам очаковским».
Филолог Зоя Потапова в большой статье выделила роль повествователя, который «волен представить нам историю с такого ракурса, который наиболее выгодно раскрывает характеры, события, условия эпохи».
Обозреватель «Комсомольской правды» Андрей Дятлов отметил, что московские легенды получились у Веллера чересчур растянутыми, в то время как любая «байка — она как раз штука конечная». Петербургский писатель Владимир Кавторин признал, что эта с виду смешная книга на самом деле очень серьёзна: «Она без всяких рассуждений раскрывает перед нами мир по-новому».
Определённое разочарование испытала после знакомства с «Легендами Арбата» литературный критик издания «Дети Ра» Елена Сафронова. По её мнению, тексты в блоках расставлены весьма приблизительно, а некоторые из новелл («Рыбалка», «День рождения Гайдара») меркнут перед рассказами из сборника «Легенды Невского проспекта». Кроме того, часть баек уже широко известна, и в этих заново рассказанных историях «юмор выглядит натужным».

## Реакция персонажей книги
По словам Михаила Веллера, после выхода книги ему позвонил Владимир Познер и изложил «некоторое несогласие» с сюжетом рассказа «Монгольское кино». Позже в ходе онлайн-конференции Познер, отвечая на вопрос об этой байке, сообщил, что никогда не был в Ташкенте, а на упомянутый фестиваль ездил его брат.
Никита Михалков в интервью «Комсомольской правде» назвал клеветой эпизод о том, как отец пытался его спасти от армии.
Сам Михаил Веллер в беседе с корреспондентом «Новой газеты» не отрицал, что многие истории придуманы им от начала до конца, в том числе миф о Зурабе Церетели. Во время конференции с читателями «Аргументов и фактов» писатель дал совет тем, кто сомневается в правдоподобности его легенд: «Не веришь — прими за сказку».

Я остаюсь с той тяжёлой дилеммой, что автор иногда встаёт перед выбором: или сохранить незапятнанной свою совесть, корпоративную честь и репутацию, или написать хорошую и интересную книгу. Каждый решает это для себя сам, и каждый несёт свой крест.
— Михаил Веллер – о «Легендах Арбата»